# Convento de São Francisco do Monte

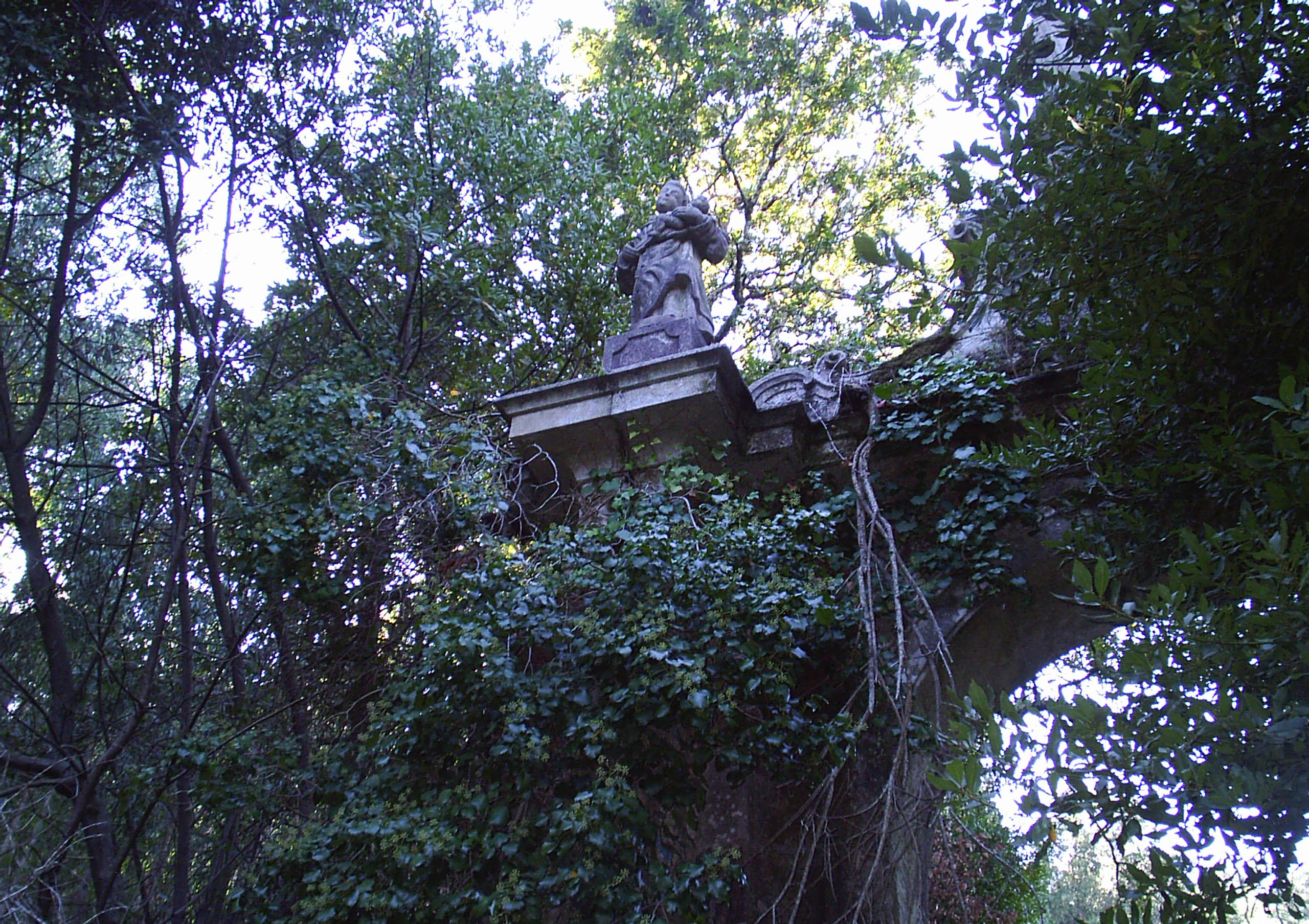
Convento de S. Francisco do Monte: jardins.

O Convento de São Francisco do Monte é um antigo convento localizado na atual freguesia de Viana do Castelo (Santa Maria Maior e Monserrate) e Meadela, no Município e no Distrito de Viana do Castelo, em Portugal.
No terreiro da entrada principal encontra-se um cruzeiro, o qual está classificado como Imóvel de Interesse Público.

## História
Este foi um dos três primeiros conventos da Ordem dos Frades Menores a ser erguido no país, datando do final do século XIV.
Sofreu várias ampliações no decorrer da sua existência, vindo eventualmente a tornar-se um oratório, quando os seus frades foram transferidos para o Convento de Santo António dos Capuchos (Viana do Castelo) (1625).
Contudo, acabou por ser abandonado, talvez por causa da sua localização de acesso difícil, tendo sido reedificado a partir de 1751.
Com a extinção das ordens religiosas no país (1834) e a consequente alienação dos seus bens pelo estado liberal, o convento foi comprado em hasta pública pelo visconde de Carreira. No século XX, o convento entrou em estado de degradação e, em 1987, o último proprietário doou-o à Santa Casa da Misericórdia de Viana do Castelo, que o vendeu, em 2001 ao Instituto Politécnico de Viana do Castelo, tendo o processo de classificação do imóvel sido aberto por Despacho, o qual fora emitido em 08 de fevereiro de 2002.
Atualmente encontra-se em ruínas.